# Cerna, Vînohradiv
Cerna (în ucraineană Черна) este o comună în raionul Vînohradiv, regiunea Transcarpatia, Ucraina, formată numai din satul de reședință.

## Demografie
Componența lingvistică a comunei Cerna
     Ucraineană (99,15%)
     Alte limbi (0,84%)
Conform recensământului din 2001, majoritatea populației comunei Cerna era vorbitoare de ucraineană (99,15%), existând în minoritate și vorbitori de alte limbi.